# Theodore Fay
Pour les articles homonymes, voir Fay.
Theodore Sedgwick Fay, né en 1807 à New York, mort en 1898 en Allemagne, est un diplomate et un écrivain américain.

## Vie
Le père de Theodore Fay, avocat accompli, a appris la droit avec Alexander Hamilton. Clerc dans l'étude de son père, Theodore Fay obtient son diplôme de droit en 1828. Peu après, il est engagé comme rédacteur au New York Mirror, où il entreprend d'écrire une série de petits essais, Le Petit Génie, à commencer par son père. À peine marié, en 1833, il voyage à travers le monde durant trois ans, écrivant une série de sketches au fur et à mesure de ses séjours, qui paraissent dans le Mirror. Son premier roman, Norman Leslie, est publié en 1835, alors qu'il réside en Europe. Il occupe différents postes diplomatiques, à Londres, à Berlin et en suisse. Il se retire en 1861 et s'installe en Allemagne, où il meurt à l'âge de 91 ans.

## Influence diplomatique
Lors de son séjour en Suisse, Fay s’engage pour les droits des citoyens américains juifs voulant voyager en Suisse, et par conséquent, les droits des juifs en Suisse généralement. Guidé par rabbin Moise Nordmann de Hégenheim, il visite les communautés juives de la région, et constate que les lois Suisses sont discriminatoires, et qu’il éxiste des forts préjujés injustes contre les Juifs en Suisse.Il  rédige donc un rapport sur ces lois discriminatoires, y détaillant également la rhétorique erronée sur laquelle les lois étaient fondées. Ce texte, qu’il remet au conseil fédéral Suisse écrit à la main en Français, Allemand et en Anglais est imprimé et distribué aux cantons. À la suite de son engagement, de nombreux petits changements ont lieu au niveau cantonal, contribuant à plus grande échelle à l'émancipation finale des Juifs en Suisse en 1866.  

## Theodore Fay et Edgar Allan Poe
Edgar Allan Poe consacra 4000 mots dans le Southern Literary messenger pour éreinter le roman de Théodore Fay  ‘Norman Leslie’ , dont le Knickerbocker et le New-York Mirror faisaient l’éloge.
Il en souligna les poncifs, les absurdités, la platitude du style ainsi que les faiblesses de la grammaire.( Cf. Georges Walter: Enquête sur E. A .Poe, poète américain)
Cette attitude traduit l’opposition entre la presse des états du sud dont Poe était un des journalistes et critique attitré et celle du nord qu’il jugeait prétentieuse, partiale et arrogante, n’hésitant pas selon lui  à s’arroger une autorité intellectuelle et un mépris de la presse des états du sud.
Cet article valut à Poe de nombreux éloges et  lui acquit  ainsi qu’à son journal, le ‘Messenger’  une réputation au-delà de la sphère de publication. 
Poe devait récidiver en 1851 , tout en n'épargnant pas l’ éditeur Harper , en qualifiant les quatre cent quarante trois pages d’un autre roman de Fay  ‘Paul Ulric ou les aventures d’un enthousiaste’  d’idiotie avérée , de boursouflure et de vide. 

## Poésie
- Ulric, ou Les Voix, paru à New York chez D. Appleton & Co., 1851.

## Œuvres en prose
- Rêves et rêveries d'un homme tranquille, comprenant le Petit Génie et autres Essais, paru à New York chez J. & J. Harper, 1832;
- Croquis de la vie de John Howard Payne comme ils ont été édités dans la Boston Evening Gazette, comprimée : (avec des additions l'avançant à une période postérieure), paru à Boston chez W.W. Clapp, 1833;
- Norman Leslie: Une Histoire du Temps Présent, paru à New York chez Harper & Brothers, 1835;
- Sydney Clifton, ou Vicissitudes dans les deux hémisphères. Un conte du dix-neuvième siècle, paru à New York chez Harper & Bros., 1839;
- La comtesse Ida. Un conte de Berlin, paru à New York chez Harper, 1840;
- Hoboken. Un roman de New York, paru à New York chez Harper, 1843;
- Robert Rueful, ou Une Leçon de Valétudinaires, paru à Philadelphie chez Louis A. Godey, et à Londres chez Bruce and Wyld, 1844;
- Les Frères, ou Le Double Duel. Un roman de New York, paru à Philadelphie chez Louis A. Godey, et à Londres chez Bruce and Wyld, 1844;
- Le cas de M. Fay avec le Mess. Harper. Maintenant pour la première fois complètement imprimé, paru à Berne, chez J. Gassmann, Son, 1855;
- Distances astronomiques et la Bible, paru à Berne chez Hall'schen, 1858;
- Mémoire de l'envoyé des États-Unis d'Amérique du Nord prononcé au Bundesrat suisse, paru (en allemand) à Berne, 1859;
- Le Pouvoir des esclaves. vues sur l'histoire des États-Unis d'Amérique. En explication à la révolte de 1860-65, paru (en allemand) à Berlin chez Stilke & Van Muyden, 1865;
- Grande esquisse de géographie pour les lycées et les familles, paru à New York chez G.P. Putnam & Son, 1867, réédité à Berlin chez Stilke & Van Muyden et à New York chez G.P. Putnam & Son, 1868, à New York chez G.P. Putnam & Sons, 1871;
- Les demandes de l'Alabama, paru (en allemand) à Leipzig chez F.A. Brockhaus, 1872;
- Premiers pas en géographie, 1873;
- Les trois Allemagnes: aperçus sur leur histoire, paru à New York chez A.S. Barnes & Co. et à Londres chez S. Low, Marston, Searle & Rivington, 1889;
- Quarante dollars et les bottes, ou Nous n'abolirons pas la foi de nos apôtres: Qu'est que dira ce bavard?, paru à Hartford chez Student Pub. Co., 1897.